# Kasteel Anholt
Het Kasteel Anholt of Waterburcht Anholt (Duits Schloss Anholt) is een waterburcht die tevens naamgever was aan de voormalige stad Anholt, nu een voorstad van Isselburg in Noordrijn-Westfalen. De oorsprong van dit kasteel ligt in een fort uit de 12e eeuw om het bezit van het bisdom Utrecht veilig te stellen. Hoewel de naam suggereert dat Anholt een burcht is, is het eigenlijk een kasteel.

## Bewoners en eigenaars
In 1169 was voor het eerst sprake van een heer van Anholt, welke vermeld staat in het leenboek van de bisschop van Utrecht. Deze eerste aanwijsbare heer van Anholt was Stefanus I van Zuylen (1234 - 1249). Anholt ontwikkelde zich tot de heerlijkheid Anholt en wist een rijksonmiddellijke status te verwerven. Deze werd bevestigd door keizer Sigismund. Op 25 mei 1347 verleende Stefanus IV van Zuylen (1313 - 1347) stadsrechten aan het gebied van stad en kasteel Anholt. Van 1234 tot en met 1402 de graven van Zuylen, van 1402 - 1641 de graven von Batenburch, sinds 1641 de vorsten van Salm (1743-heden van Salm-Salm).

## Bouwgeschiedenis

### Oudste bouwdeel

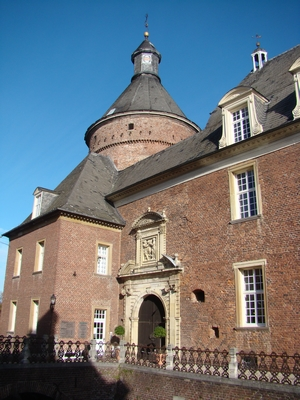
Binnenhof, met achter de Dikke Toren

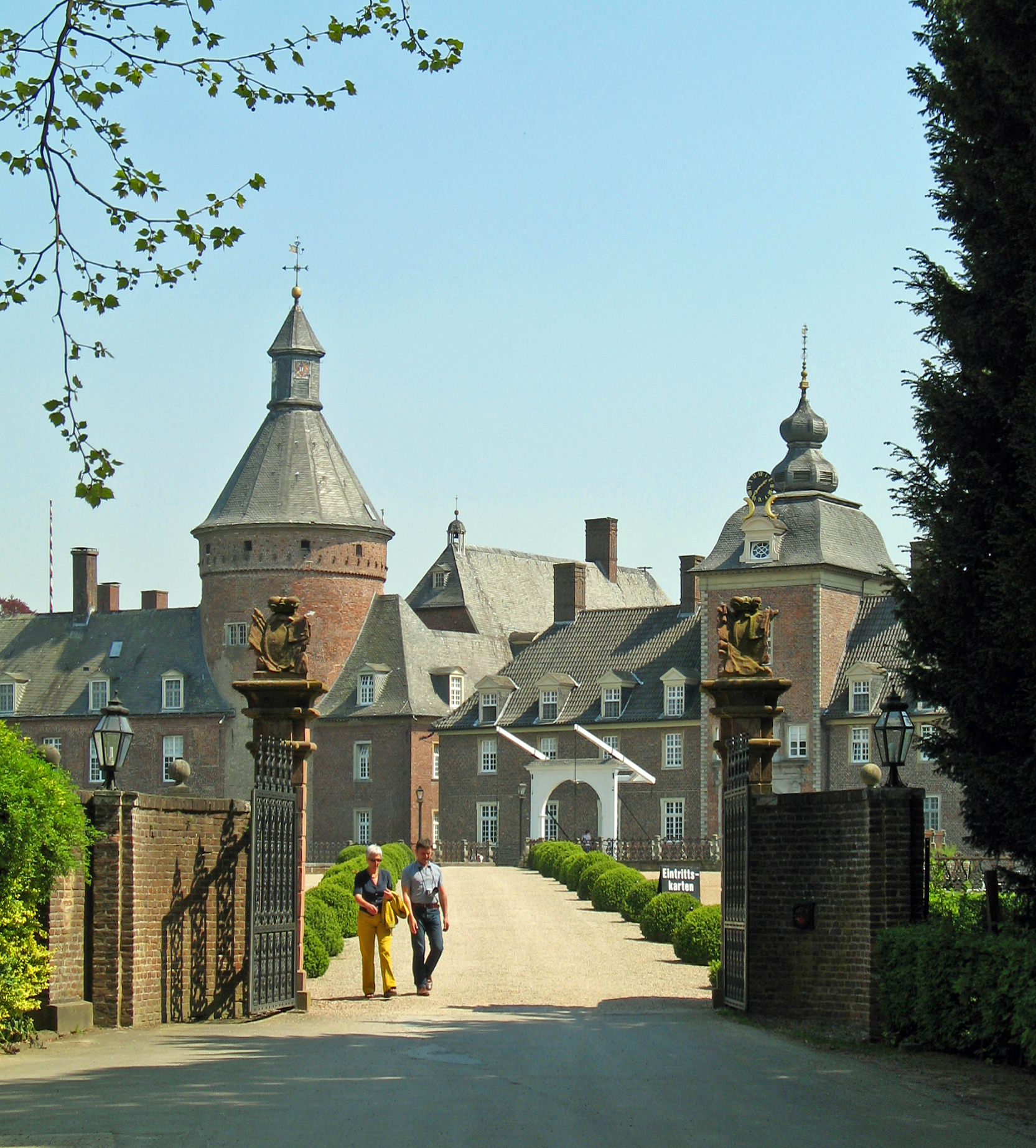
Toegang tot het kasteel

Het eerste zichtbare vóór 1169 gebouwde gedeelte bestaat uit een bijna elf meter brede ronde donjon (de zogenaamde "Dikke Toren"), en een klein woondeel in de noordoost hoek van het huidige complex en een muur die ooit een ovale ruimte afsloot.
De ingang naar de kerker in die tijd was bijna zeven meter boven de huidige bestrating van de binnenplaats en was slechts met touwladders toegankelijk. Onder deze toegang was de kerker gebouwd in een moerassig gebied, het gehele complex gebouwd van tufsteen op een fundering van houten palen, die in het moerasachtige gebied in de grond geslagen werden.
In de 14e eeuw, werd het kasteel werd aanzienlijk uitgebreid. Het verschilde qua omvang niet erg veel van de huidige omvang. Ook de uitbreidingen werden gefundeerd door eikenhouten palen. Het oorspronkelijke woonhuis werd verhoogd en uitgebreid. Op de oostelijke en zuidelijke kant werden twee vleugels gebouwd, bestaande uit twee verdiepingen. De westelijke en noordelijke voorzijde werd verlengd door twee begaanbare weermuren van twee meter breed, met zeshoekige wachttorens.
In de 16e eeuw volgde een uitbouw van woonverblijven in het westen en noorden. Uit deze periode vallen ook de trappentorens te dateren.
Na 1700 volgde wederom een uitbreiding, ditmaal in de barokstijl waarmee een kasteeluitstraling aan het complex werd toegevoegd. De Dikke Toren kreeg zijn huidige hoge helmdak, en daken van de woongebouwen werden met een dak van leisteen bekroond. Tegelijk met de verbouwing werden de muren glad gepleisterd, volgens de smaak in die tijd, waarin patroon werd gegraveerd, waarmee grote rechthoekige stenen werden nagebootst. Bovendien werd aan de noordelijke zijde een paviljoen van twee verdiepingen aangebouwd om een toegang naar het eerste park te maken.

### Voorburg
De oorsprong van de zogenaamde "Voorburg" ligt in de tijd van de eerste uitbreiding van de hoofdburcht. Opgravingen wijzen erop dat de afmetingen daarvan toen al overeenkwamen met de huidige. De entree leidt ook tegenwoordig nog door de zogenaamde klokkentoren. In de muren staat de wapensteen van keizer Karel V (vanaf 1540) en Karel van Gelre (uit 1512) herinneren nog aan de bezetting van het kasteel door Gelderse troepen. In de jaren 1697 tot 1703 werd de voorburg door de Milanese architect Tommasso Tommassini verbouwd.

### Buitenfaciliteiten

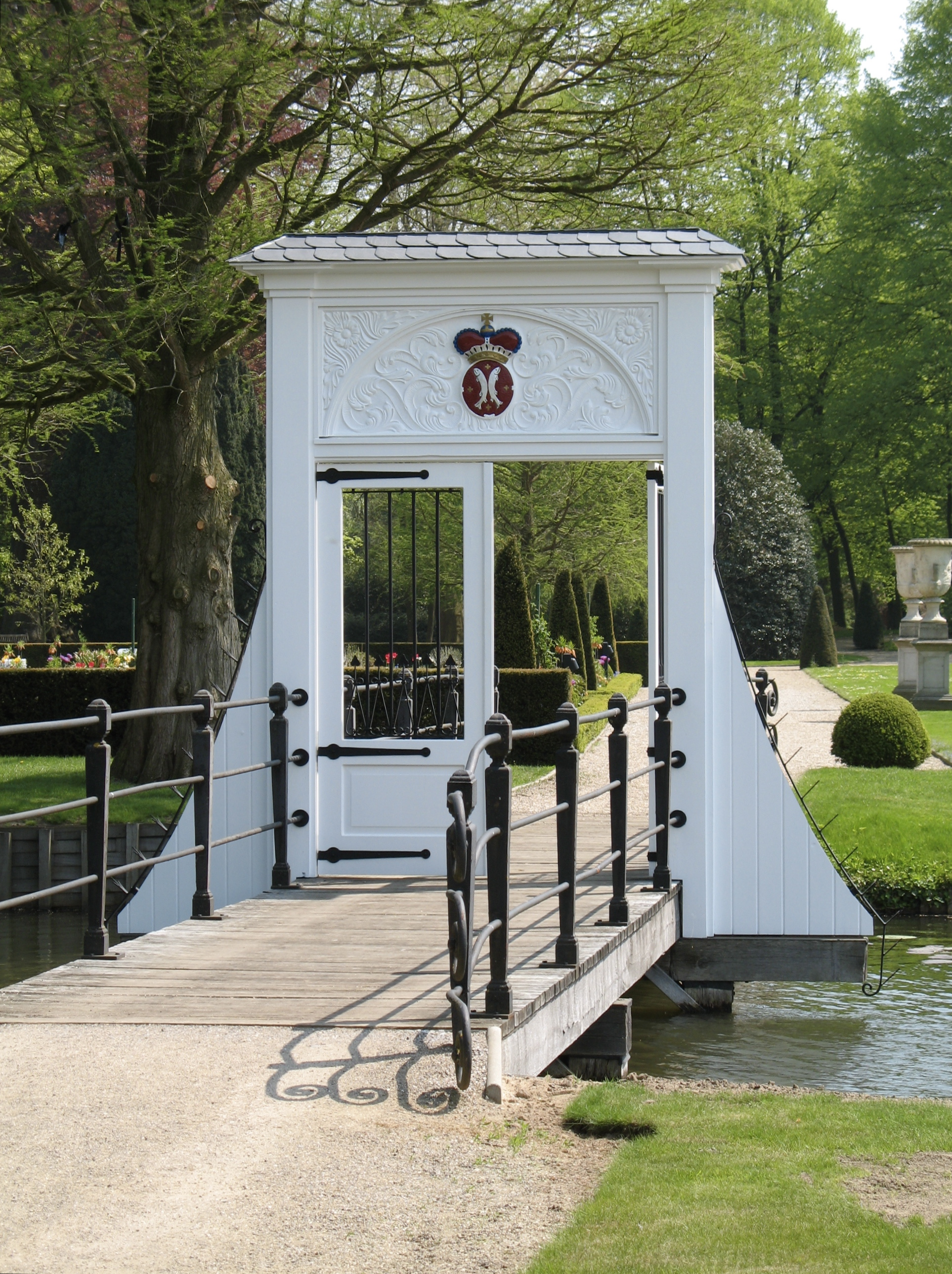
Het park

De eerste tuinen dateren uit de 18e eeuw, gemodelleerd naar de barokke Franse tuinen, werden in symmetrische vormen aangelegd.
In de 19e eeuw, werden sommige delen van het park door de tuinarchitecten Maximilian Friedrich Weyhe en E. Milner herontworpen in de stijl van een Engelse tuin. Deze tuinen werden in 1945 tijdens de oorlog vernietigd, maar vanaf 1962 tot 1995 gerestaureerd.
Geïnspireerd door de indrukken van zijn huwelijksreis liet Leopold van Salm-Salm vanaf 1892 tot 1900 voor zijn vrouw in het zuidwestelijke deel een park aanleggen gemodelleerd naar het Vierwoudstrekenmeer in Zwitserland. Het is uitgerust met een miniatuurmeer, omgeven door een kunstmatig rotslandschap, en een origineel Zwitsers huis. Na de verwoesting van het park tijdens de Tweede Wereldoorlog herbouwde Nickolaus Prins Leopold van Salm-Salm het park in 1966, en kreeg de naam Anholter Zwitserland, ter beschikking van het publiek door vorst Nickolaus Leopold van Salm-Salm.

## Wederopbouw en huidige functie

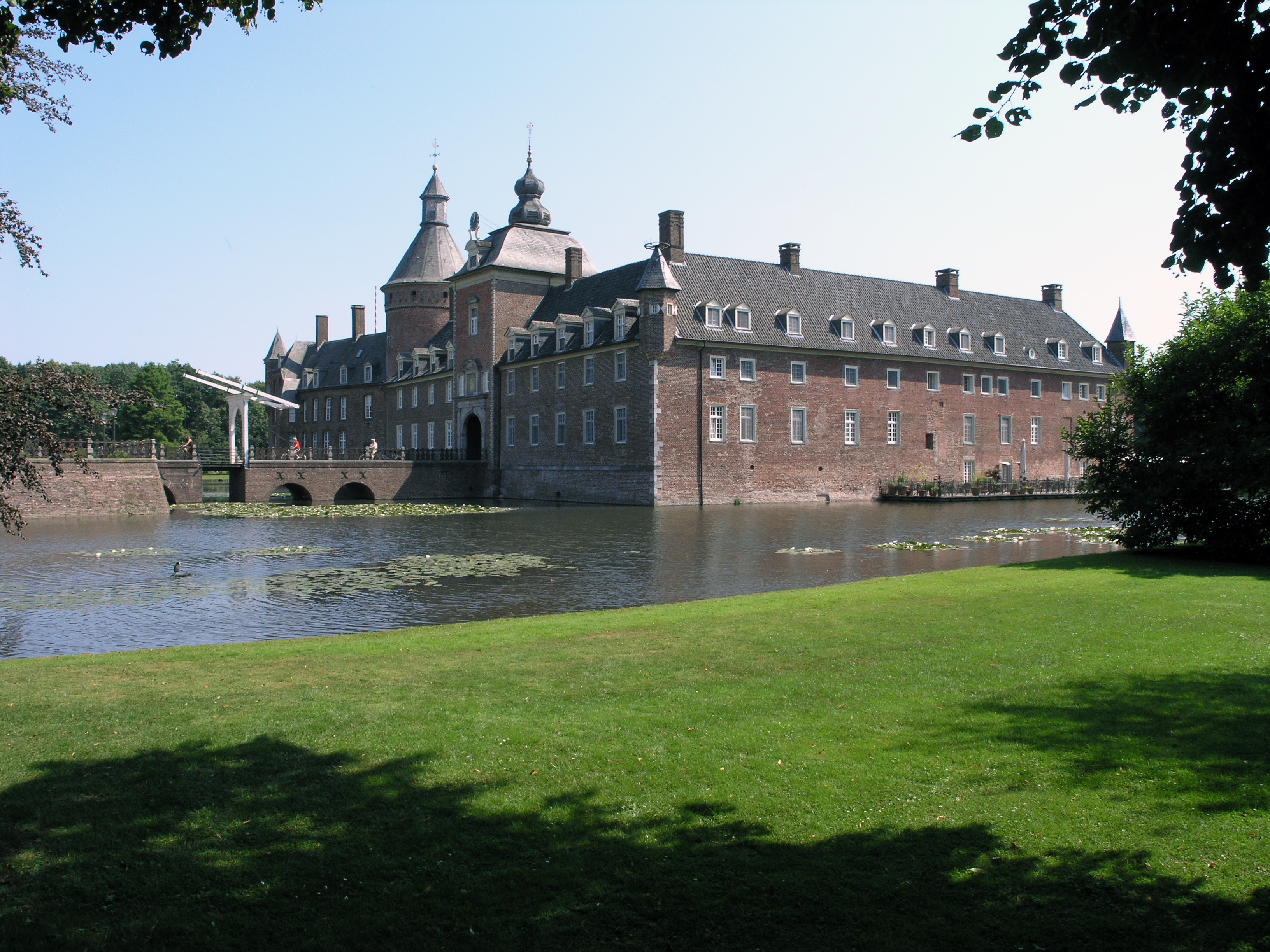
Achterzijde

In het voorjaar van 1945 werden kasteel en landgoed zwaar beschadigd. Van het kasteel was ongeveer 70 procent beschadigd. De toenmalige kasteelheer, Nikolaus Leopold Fürst zu Salm (1906-1988), die in 1923 zijn grootvader als hoofd van het huis en vorst van Salm was opgevolgd (zijn vader was in de Eerste Wereldoorlog gesneuveld), startte onmiddellijk na de verwoesting met de aanvang van de wederopbouw en nam maatregelen ter redding van de burcht. Hij onderkende daarbij dat voor het behoud van het kasteel en zijn schatten een nieuwe economische grondslag bedacht moest worden. Hij nam tijdig zijn intrek in het kasteel en begon met plannen voor de ontwikkeling van handelszaken in en excursies naar Anholt.
Tussen 1947 en 1950 werd op zijn uitnodiging de Anholter Kring bijeen geroepen, een groep van gerenommeerde architecten en stedenbouwkundigen die al eerder omvangrijke projecten van wederopbouw onder hun hoede namen. Ze deden veel suggesties voor de wederopbouw van Anholt en zijn kasteel.
Na het herstel van het kasteel werd het opnieuw door de vorstelijke familie bewoond, anno 2015 door het hoofd van het Huis Salm, de 14e Carl Philipp Furst zu Salm (1933), tegelijkertijd werden veel delen van het landgoed openbaar toegankelijk gemaakt voor het publiek. Naast het museum kan men ook in de tuinen wandelen.
Daarnaast herbergt het kasteel een hotel met restaurant en golfclub. De faciliteiten van het kasteel Anholt zijn gericht op de ontwikkeling van het toerisme in westelijk Münsterland.

### Museum

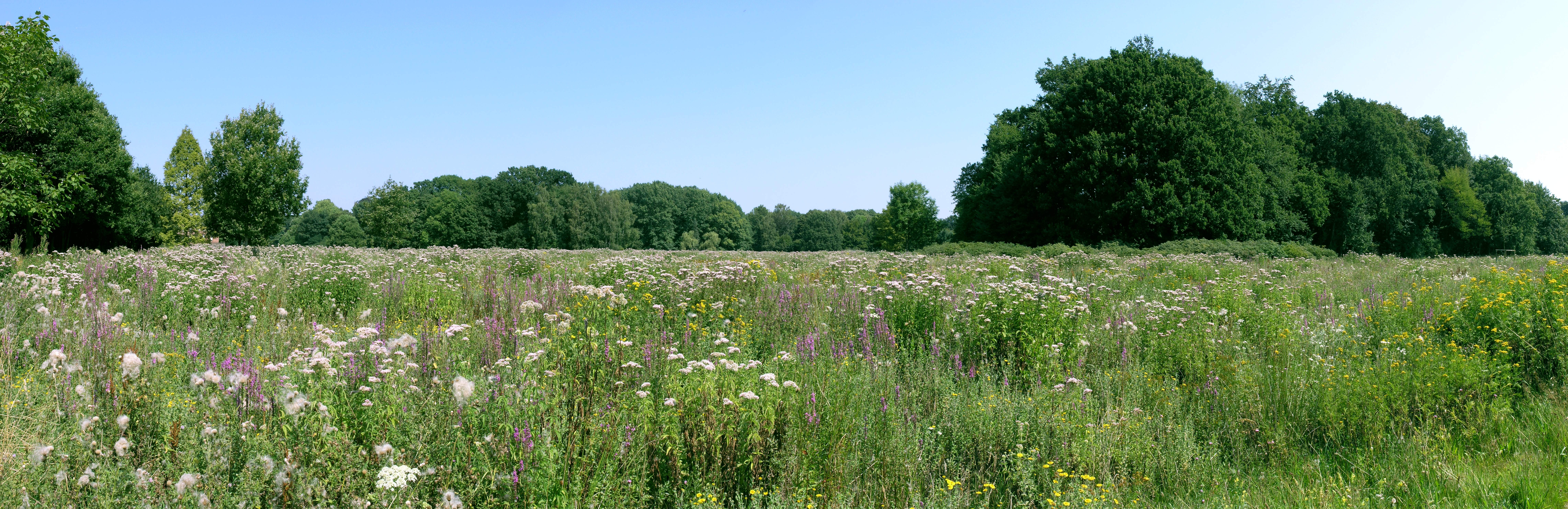
Park

In 1966 werd in het kasteel een museum geopend, het Museum Wasserburg Anholt. Het geeft de bezoeker een inzicht in het sociale leven en de hofcultuur op Anholt. Het bezit de grootste privéverzameling schilderwerken van Noordrijn-Westfalen met talrijke werken van Hollandse meesters zoals Rembrandt, Jan van Goyen en Gerard ter Borch. Verder zijn er: een majestueuze huisinrichting, de bibliotheek, de wapenkamer, evenals een uitgebreide collectie porselein.

### Bibliotheek
Het kasteel bevat een bibliotheek van 230 m² in classicistische stijl, voltooid in 1860. Het bestand omvat de voormalige bibliotheek van het cisterciënzer klooster Groot Burlo, de bibliotheek van de graven van Bronckhorst-Batenburg (1400-1650) en de bibliotheek van de vorsten van Salm-Salm (1650-heden).